# Faido
Faido (lmo. Faid, niem. Pfaid) – miejscowość i gmina w południowej Szwajcarii, w kantonie Ticino, siedziba administracyjna okręgu (distretto) Leventina oraz powiatu (circolo) Faido. Leży nad rzeką Ticino. 29 stycznia 2006 do gminy przyłączono gminy Calonico, Chiggiogna i Rossura, 1 kwietnia 2012 gminy Anzonico, Calpiogna, Campello, Cavagnago, Chironico, Mairengo i Osco, a 10 kwietnia 2016 gminę Sobrio.

## Demografia
We Faido mieszkają 2782 osoby. W 2022 roku 20,9% populacji gminy stanowiły osoby urodzone poza Szwajcarią. 

## Transport
Przez teren gminy przebiegają autostrada A2 oraz droga główna nr 2.